# The Narrow Road
The Narrow Road é um curta-metragem norte-americano de 1912, do gênero drama, dirigido por D. W. Griffith. Cópia do filme encontra-se conservada na Biblioteca do Congresso, Estados Unidos.

## Elenco
- Elmer Booth ... Jim Holcomb
- Mary Pickford ... Sra. Jim Holcomb
- Charles Hill Mailes
- Jack Pickford